# Marc Bloch

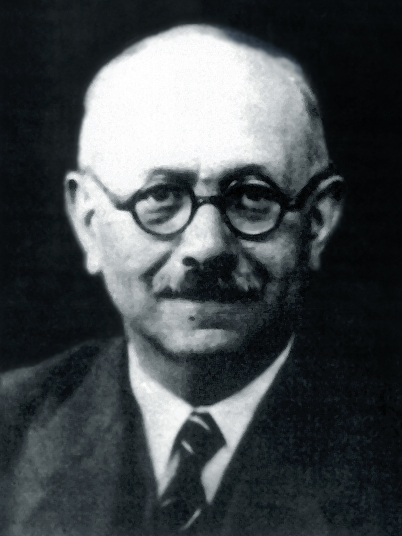
Marc Bloch

Bloch mit Eltern

Algerien 1917

Marc Léopold Benjamin Bloch (französisch: [blɔk]; * 6. Juli 1886 in Lyon; † 16. Juni 1944 in Saint-Didier-de-Formans nahe Lyon) war als Mitbegründer der Annales-Schule einer der bedeutendsten französischen Historiker und Mediävisten des 20. Jahrhunderts.

## Leben

### Herkunft und früher Werdegang
Marc Bloch entstammte einer ursprünglich im Elsass ansässigen jüdischen Familie, die nach dem Deutsch-Französischen Krieg 1870/1871 das Elsass Richtung Frankreich verlassen hatte. Sein Vater Gustave Bloch war Professor für Alte Geschichte und unterrichtete an der École normale supérieure in Paris unter anderem Lucien Febvre, mit dem Marc Bloch später intensiv zusammenarbeiten sollte. Seinem Sohn vermittelte er eine umfassende humanistische Bildung.
Bloch besuchte in Paris das Lycée Louis-le-Grand und absolvierte danach von 1904 bis 1908 ein Studium an der École normale supérieure in Paris. Insbesondere wurde er dort von den Professoren Paul Vidal de la Blache und Henri Berr beeinflusst, nahm aber auch Einflüsse von Karl Marx und Émile Durkheim auf. Unterbrochen wurde das Studium durch den Wehrdienst beim 76e régiment d’infanterie in Fontainebleau 1905/1906. Bloch bestand 1908 die Agrégation (Staatsprüfung für das höhere Lehramt) im Fach Geschichte und Geographie. Anschließend setzte er 1908/1909 seine Studien für jeweils ein Semester an der Universität Berlin und der Universität Leipzig fort. Von 1909 bis 1912 erhielt er ein Stipendium der Fondation Thiers, mit dem er an seiner Habilitationsschrift arbeitete, dann arbeitete er als Geschichtslehrer an Lycées in Montpellier und Amiens. Am Ersten Weltkrieg nahm er als Frontsoldat der französischen Armee teil. Er erhielt mehrere Auszeichnungen, darunter das Croix de guerre, und wurde in die Ehrenlegion aufgenommen. Am 13. Juli 1919 heiratete er Simone Vidal, aus der Ehe gingen sechs Kinder hervor. 1919 gründete er zusammen mit weiteren Kollegen der Universität eine Volkshochschule im Elsass, eine extension universitaire (Universitätserweiterung), die heute (2023) noch existiert und als Université Populaire Européenne Kurse im ganzen Elsass anbietet.

### Tätigkeit als Wissenschaftler
1919 wurde Bloch Maître de conférences (Dozent), 1921 außerordentlicher und 1927 ordentlicher Professor für Mittelalterliche Geschichte an der Universität Straßburg. 1920 hatte er seine Thèse d’État zur Befreiung der ländlichen Bevölkerung in der Île-de-France zur Zeit der Kapetinger Geschichte eingereicht. Bereits seit seiner Studienzeit richtete sich sein Interesse auf die „histoire totale“, die das historische Interesse auf völlig neue Bereiche wie Sozialgeschichte und das „kollektive Bewusstsein“ lenkte. Dies zeigt sich unter anderem auch in seinem 1924 erschienenen Werk Die wundertätigen Könige, in dem er die Vorstellungen von den wundersamen Heilkräften der gesalbten Könige Frankreichs und Englands auf breiter mentalitätsgeschichtlicher Basis behandelte. 1929 gründete er mit Lucien Febvre, der zu dieser Zeit ebenfalls an der Straßburger Universität lehrte, die Zeitschrift Annales, die diesem universellen Ansatz der geschichtlichen Forschung ein Forum bieten sollte. In der folgenden Zeit beschäftigte er sich mit Agrargeschichte und veröffentlichte 1931 die Studie Caractères originaux de l’histoire rurale française („Die ursprünglichen Merkmale der französischen Agrargeschichte“).
Im Jahr 1936 wurde Bloch als Professor für Wirtschaftsgeschichte an die Sorbonne in Paris berufen. Den Höhepunkt seiner wissenschaftlichen Tätigkeit stellt das 1939/1940 veröffentlichte zweibändige Werk zur Feudalgesellschaft (La Société féodale) dar. Zu Beginn des Zweiten Weltkriegs wurde er noch einmal Soldat und kämpfte als Offizier bis zur Niederlage Frankreichs im Juni 1940.

### 1940 bis 1944
Im Frühjahr 1940 gelang der Wehrmacht ein schneller Sieg über die französischen Streitkräfte. In seinem Buch L’Étrange Défaite. Témoignage écrit en 1940 (in der deutschen Übersetzung „Die seltsame Niederlage. Frankreich 1940“) suchte Bloch Gründe für das militärische Debakel Frankreichs in der Struktur der Armee, aber auch in Politik und Gesellschaft. Er berichtet unter anderem über seine Erfahrungen mit den „demokratischeren Umgangsformen“ in der deutschen Armee: „Auf allen Ebenen der Hierarchie spürt man deutlicher die Bereitschaft zum einträchtigen Zusammenwirken.“ Die Grobheit des Mystizismus, der das zustande gebracht habe, dürfe einen nicht über die „ungeheure Kraft“ hinwegtäuschen, die dem innewohne. Dagegen kritisierte er die innere Zerrissenheit Frankreichs nach Jahren der Auseinandersetzung zwischen Rechten und Linken über die Volksfrontregierung, den Egoismus der Parteien und Gewerkschaften und den übertriebenen Pazifismus der Linken, zieh die politische und militärische Führung Frankreichs der „Unfähigkeit, den Krieg zu denken“, und klagte sie an, das Versagen eines der Mutterländer der modernen Demokratie vor der nationalsozialistischen Aggression verschuldet zu haben.
Da er wegen seiner jüdischen Abstammung in Paris nicht mehr lehren durfte, berief ihn das Vichy-Regime zunächst nach Clermont-Ferrand und 1941 nach Montpellier. Während dieser Zeit bemühte sich Bloch auch um einen Ruf an die New School for Social Research in New York, den er aber schließlich mit Rücksicht auf seine Familie ablehnte, da diese ihn nicht hätte begleiten können. Nach der Besetzung Südfrankreichs am 11. November 1942 wurde Bloch offiziell in den Ruhestand versetzt. Er zog auf sein Landhaus und schloss sich bald aktiv einer Résistance-Gruppe an. Im März 1944 wurde er in Lyon von der Gestapo verhaftet, inhaftiert und schwer gefoltert. Am 16. Juni 1944 wurde er zusammen mit 27 anderen Gefangenen auf freiem Feld in der Nähe von Lyon erschossen. Er wurde als „normaler Widerstandskämpfer“ ermordet, nicht wegen seiner jüdischen Abstammung.

## Wirkung
Als Mitbegründer der historischen Schule der Annales, benannt nach der 1929 gegründeten Fachzeitschrift Annales d’histoire économique et sociale, zählt Bloch zu den einflussreichsten Historikern des 20. Jahrhunderts. Sein Spezialgebiet war die Mediävistik. Das Neuartige seines wissenschaftlichen Ansatzes bestand dabei in der Einführung einer vergleichenden Geschichtsforschung der europäischen Gesellschaften an Stelle der traditionellen Nationalgeschichtsschreibung. Mit seinen Forschungen trug er darüber hinaus maßgeblich zur Etablierung der Mentalitäts- und vor allem der Strukturgeschichte bei, die er als umfassende Geschichtsschreibung, als „histoire totale“ verstand.

## Ehrungen

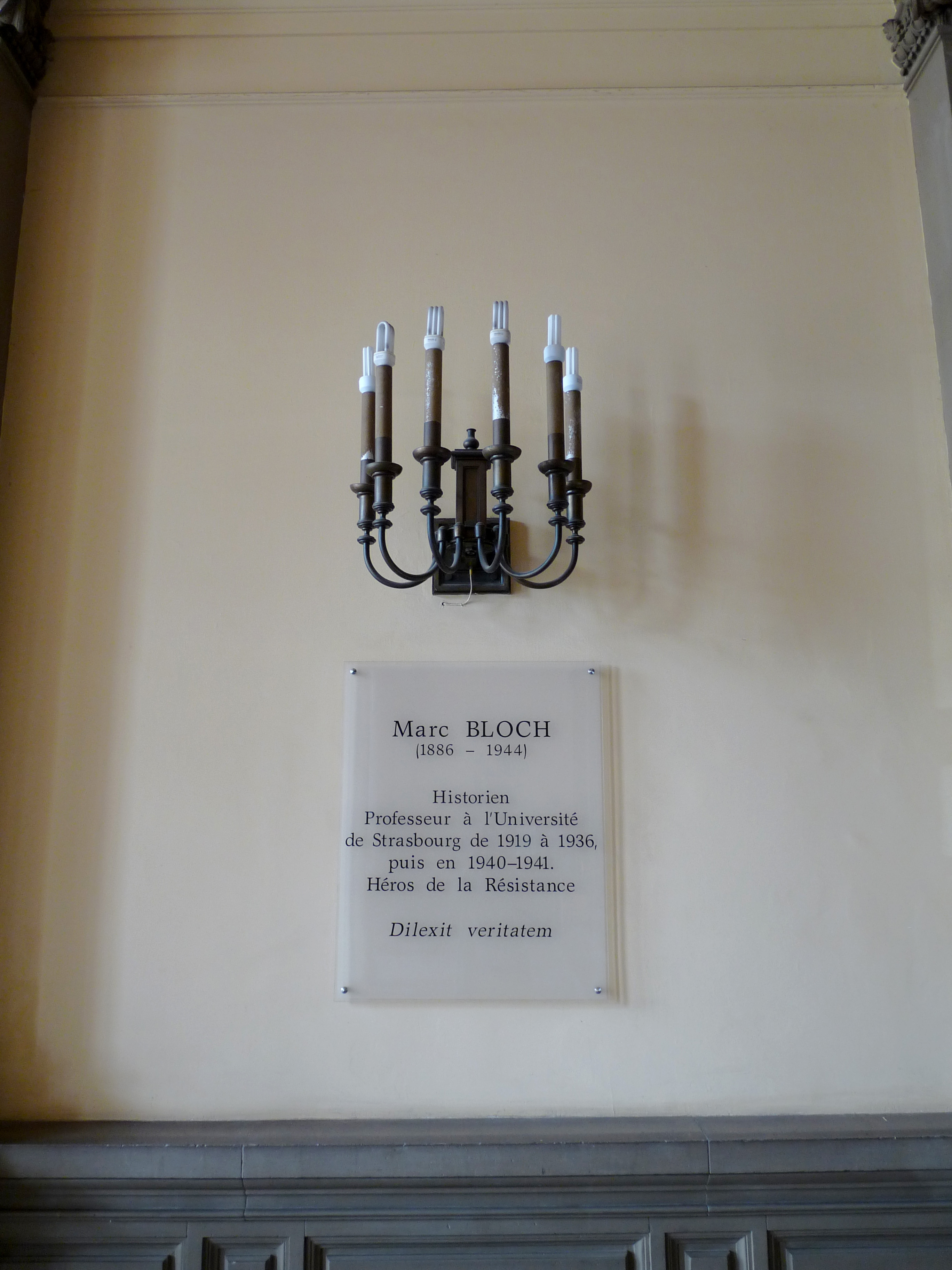
Gedenktafel an der nach Bloch benannten ehemaligen Université Strasbourg II (heute Universität Straßburg)

Auf einem französisch-deutschen Gipfeltreffen in Berlin wurde im Oktober 1990 die Gründung eines deutsch-französischen Forschungszentrums für Sozialwissenschaften beschlossen, das als „Centre Marc Bloch“ in Berlin-Mitte 1992 gegründet und 1994 offiziell eröffnet wurde. Nach Mittelkürzungen im Jahre 2008 seitens des französischen Außenministeriums war dieses Zentrum eine Zeitlang in seinem Bestand gefährdet. Inzwischen ist es jedoch als „An-Institut“ der Humboldt-Universität zu Berlin dauerhaft gesichert.
Zu Blochs Ehren trug die auf Sprach- und Geisteswissenschaften spezialisierte Université Strasbourg II, die 1971 aus der Teilung der bisherigen Universität der Stadt entstanden war, seit 1998 den Namen Université Marc Bloch. 2009 wurde sie mit den zwei anderen Teiluniversitäten wieder zur Universität Straßburg vereinigt.
2024 kündigte der französische Präsident Emmanuel Macron an, Marc Bloch für „sein Werk, seine Lehre und seinen Mut“ ins Panthéon zu überführen.

## Persönliches
Im 1. Kapitel seines Buches „Die seltsame Niederlage. Frankreich 1940“ schreibt Bloch über sich und seine Motivation. Er bezeichnet sich als Jude aufgrund seiner Geburt, der seine Religion nicht praktiziert. Nur gegenüber Antisemiten verteidigt er den Glauben seiner Väter, auch aus Respekt vor der Wissenschaft.
Als er sich 1939 freiwillig zur Armee meldete, wäre er als Vater von 6 Kindern und im Alter von 53 Jahren nicht eingezogen worden. Er sah es aber als seine patriotische Pflicht gegenüber seinem Urgroßvater, der 1793 in der Revolutionsarmee gekämpft hat und seinem Vater, der 1870 Straßburg verteidigt hat. Seine ersten Einsätze in Straßburg, Brumath und kurzfristig in Saverne deprimierten ihn wegen des Mangels an sinnvollen Aufgaben. Es gelang ihm, nach Nordfrankreich versetzt zu werden, in die Nähe der belgischen Grenze, wo er am 10. Mai vom deutschen Überfall überrascht wurde.

## Werke
- Rois et serfs. Un chapitre d’histoire capétienne. Edouard Champion, Paris 1920 (Digitalisat).
- Les rois thaumaturges: Étude sur le caractère surnaturel attribué à la puissance royale particulièrement en France et en Angleterre. Istra, Paris 1924 (Digitalisat).
  - Übersetzung: Die wundertätigen Könige. C. H. Beck, München 1998, ISBN 3-406-47519-1.
- Les caractères originaux de l’histoire rurale française. Aschehoug, Oslo 1931.
- La Société féodale (L’Évolution de l’humanité). 2 Bände. Michel, Paris 1939/1940 (Digitalisat).
  - Deutsche Übersetzung: Die Feudalgesellschaft. Propyläen, Frankfurt am Main/Berlin/Wien 1982, ISBN 3-549-07629-0 (Neuausgabe: Klett-Cotta, Stuttgart 1999, ISBN 3-608-91234-7).
- L’étrange défaite. Témoignage écrit en 1940. Société des éd. Franc-tireur, Paris 1946 (Digitalisat).
  - Deutsche Übersetzung: Die seltsame Niederlage: Frankreich 1940. Der Historiker als Zeuge. S. Fischer, Frankfurt am Main 2002, ISBN 3-10-021603-2.
- Apologie pour l’histoire ou Métier d’historien. Hrsg.: Lucien Febvre, Colin, Paris 1949 (posthum erschienen, Digitalisat). Diese Rekonstruktion des von Bloch nicht mehr fertiggestellten Manuskriptes hat sich als fehlerhaft erwiesen. Korrigierte Neuausgabe: Apologie pour l’histoire ou Métier d’historien. Édition critique préparée par Etienne Bloch. A. Colin, Paris 1993, ISBN 2-200-21295-X.
  - Deutsche Übersetzung: Apologie der Geschichte oder Der Beruf des Historikers (= Anmerkungen und Argumente. Band 9). Übersetzung Siegfried Furtenbach. Klett-Cotta, Stuttgart 1974, ISBN 3-12-927500-2.
  - Neuübersetzung unter dem Titel: Apologie der Geschichtswissenschaft oder Der Beruf des Historikers. Übersetzung Wolfram Bayer. Klett-Cotta, Stuttgart 2002, ISBN 3-608-94170-3.
- Mélanges historiques. Herausgegeben von Charles-Edmond Perrin. 2 Bände, S.E.V.P.E.N., Paris 1963.
- Histoire et historiens. Colin, Paris 1995, ISBN 2-200-21655-6.
  - Deutsche Übersetzung: Aus der Werkstatt des Historikers. Zur Theorie und Praxis der Geschichtswissenschaft. Campus, Frankfurt am Main 2000, ISBN 3-593-36279-1.
- Ecrits de guerre (1914–1918). Herausgegeben von Etienne Bloch. Armand Colin, Paris 1999, ISBN 2-200-01512-7.
- L’histoire, la guerre, la résistance. Herausgegeben von Annette Becker und Etienne Bloch. Gallimard, Paris 2006, ISBN 978-2-07-077598-9.

## Literatur

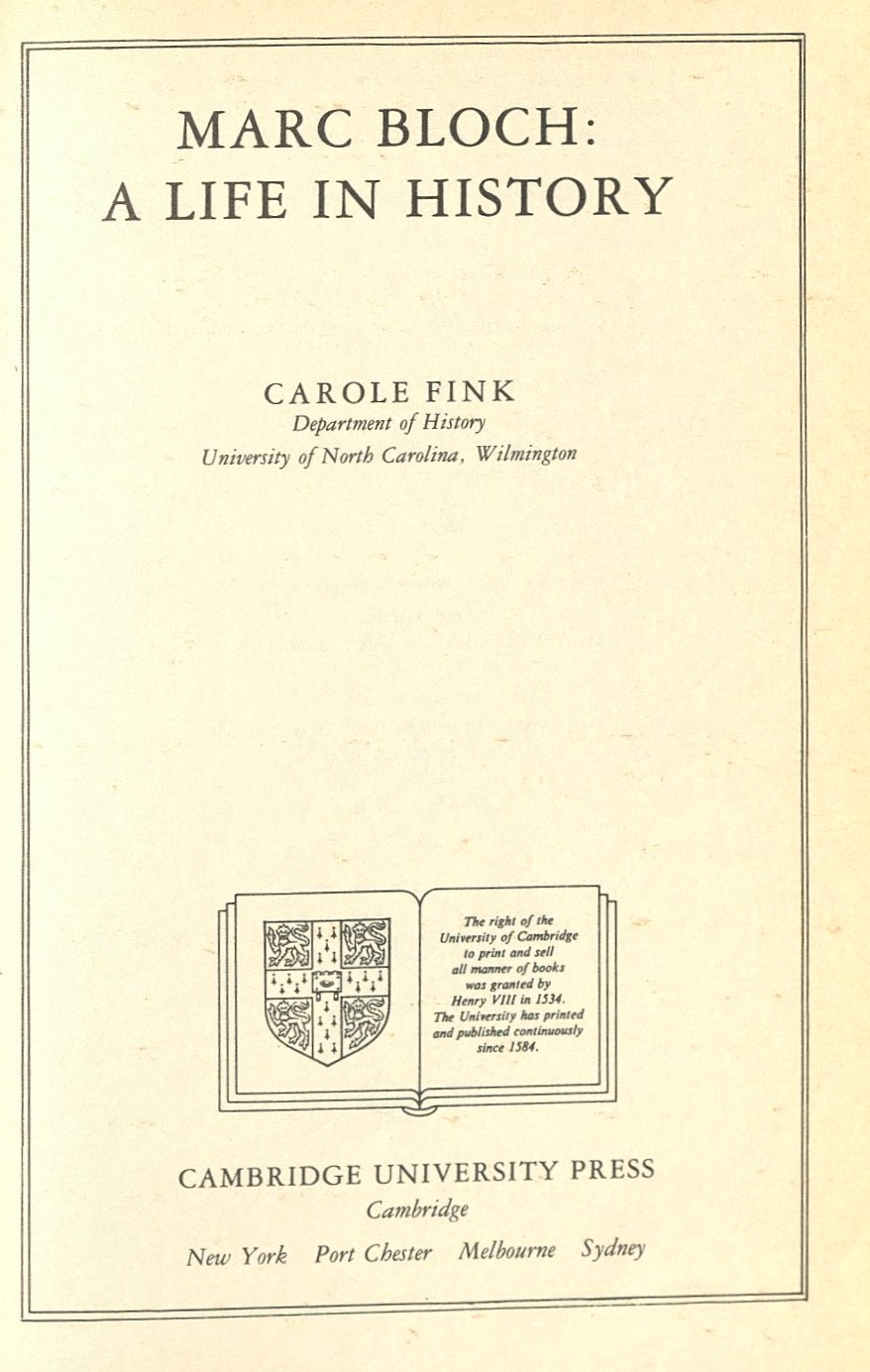
Carole Finks Bloch-Monographie (1989)